# Kleine paradijsvogel
De kleine paradijsvogel (Paradisaea minor) is een middelgrote paradijsvogel (Paradisaeidae) uit de orde zangvogels en de superfamilie Corvoidea.

## Kenmerken
De kleine paradijsvogel kan ongeveer 32 cm lang kan worden, exclusief de lange staart bij het mannetje. De kleine paradijsvogel is 12 cm kleiner dan de grote paradijsvogel, waar hij verder wel op lijkt. Het mannetje van de kleine paradijsvogel is kastanjebruin op de borst en een bruingele rug en hij heeft een donker smaragdgroene keel. Het mannetje van de grote paradijsvogel heeft onder de groene keel nog donkerbruine veren op de borst, terwijl de kleine paradijsvogel daar veel lichter kastanjebruin is. Hij is zo groot als de rode paradijsvogel maar die heeft karmijnrode sierveren aan de flanken, terwijl de kleine paradijsvogel felgele veren heeft die vervagen tot wit (zie foto). Verder heeft deze paradijsvogel (zoals alles soorten van dit geslacht) twee lange, draadvormige sierveren die uit de staart steken.
Het vrouwtje is een kastanjebruine vogel met een donkerbruine kop. Zij verschilt van de andere paradisaea-soorten door een witachtige buik, zonder streping. Het vrouwtje van de grote paradijsvogel is veel donkerder op de buikzijde.
De mannetjes behoren tot de zeer spectaculaire verschijningen onder de paradijsvogels. De mannetjes zijn polygaam.

## Leefgebied en status als beschermde diersoort
De kleine paradijsvogel is een endemische vogelsoort uit Nieuw-Guinea die voorkomt in een groot gebied, maar daarbinnen zijn de populaties sterk gefragmenteerd. Het is een bosvogel die ook voorkomt in secondair bos op een hoogte van 1000 m (mogelijk 1600 m) boven de zeespiegel tot op zeeniveau, in een gebied dat zich uitstrekt van Vogelkop (West-Papoea) en de eilanden Japen en Misool tot het gebied van de Sepikrivier en de noordelijke hellingen van het gebergte op het Huonschiereiland in Papoea-Nieuw-Guinea.
De soort telt twee ondersoorten:
- P. m. minor: Misool, westelijk en noordelijk Nieuw-Guinea.
- P. m. jobiensis: Japen.

## Status
De kleine paradijsvogel is minder kwetsbaar dan soorten met een veel beperkter verspreidingsgebied en staat daarom als niet bedreigd op de Rode Lijst van de IUCN. Handel (levend, dood of in onderdelen) in deze vogelsoort (en alle andere paradijsvogels) is volgens de overeenkomst inzake de internationale handel in bedreigde soorten wilde dieren en planten (het CITES-verdrag) verboden.